# Achigs d'Azerbaïdjan
L'art des Achigs d'Azerbaïdjan combine la poésie, le conte, la danse et la musique vocale et instrumentale dans un art de la performance traditionnel. Cet art est l’un des symboles de la culture azerbaïdjanaise et considéré comme un emblème de l’identité nationale et le gardien de la langue, de la littérature et de la musique azerbaïdjanaise.
Caractérisé par l'accompagnement du komuz, instrument de musique à cordes, le répertoire classique des Achigs d'Azerbaïdjan comprend 200 chansons, 150 compositions littéraires musicales connues sous le nom de dâstâns, près de 2 000 poèmes et de nombreux récits.
Depuis 2009, l'art des Achigs d'Azerbaïdjan est inscrit sur la liste représentative du patrimoine culturel immatériel de l'humanité.

## Étymologie
Dans les dictionnaires encyclopédiques actuels, le mot Achig, qui signifie "celui qui aime", est dérivé de l'arabe et du persan. Certaines encyclopédies définissent Achig comme un chanteur-poète populaire du Caucase et des pays voisins. En plus de ses propres chansons, Achig au répertoire inclut des contes épiques et des chansons folkloriques.

## Histoire

### Premières origines
Les premières traces d'art des achigs azerbaïdjanais se trouvent dans le livre de Dede Korkut, datant du VIIe siècle, qui contient les récits épiques les plus célèbres des Turcs Oghouz.
À partir du XVIe siècle, les achigs azerbaïdjanais sont les détenteurs et les gardiens de la langue nationale, de l'identité nationale et de la musique interprétée lors des mariages, des fêtes et des festivals folkloriques. Au XXe siècle, les représentations d’achig sur des scènes de concert, la radio et la télévision sont devenues courantes.

### Période soviétique (1930-1991)

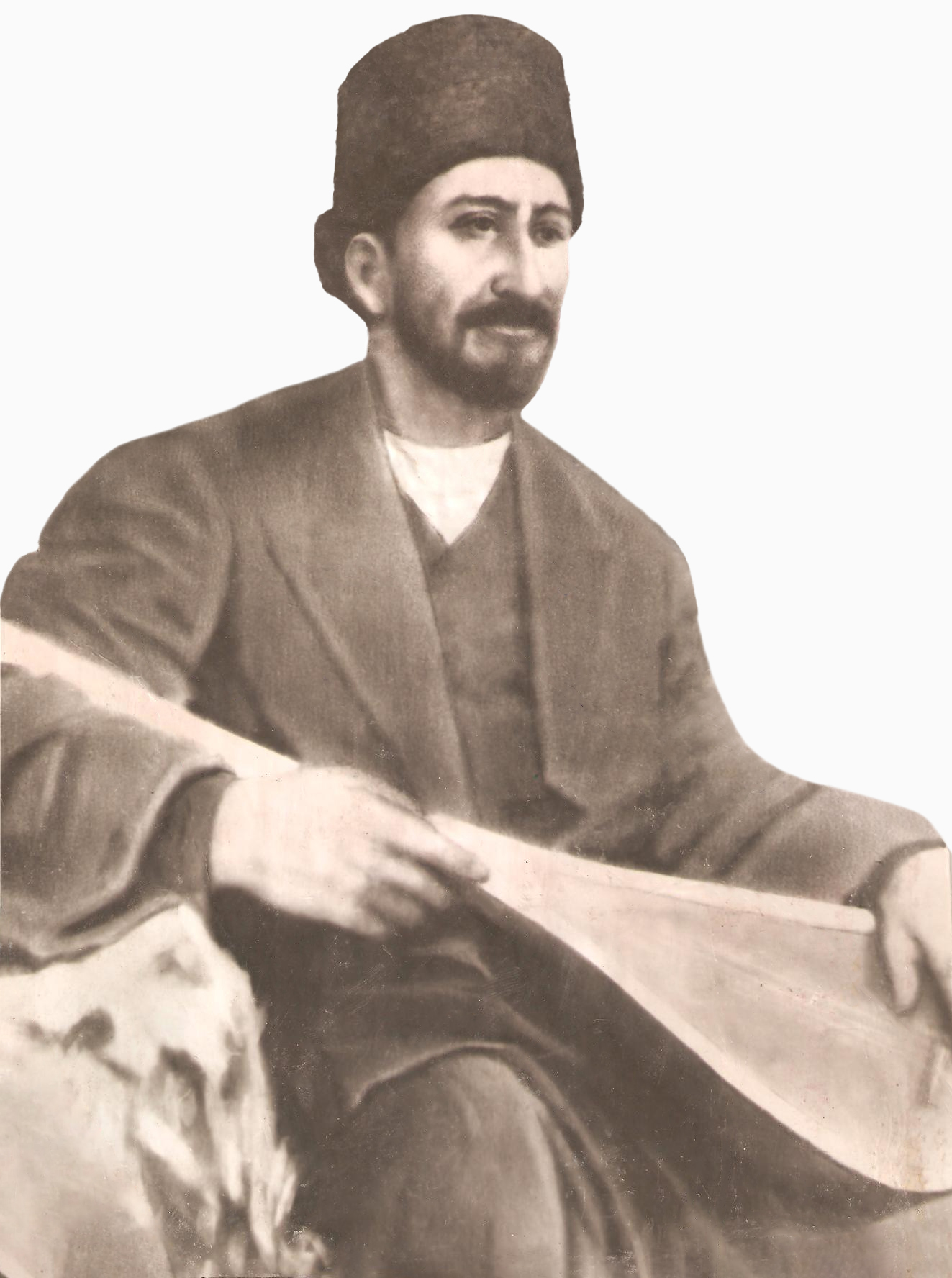
Achig Alasgar

À partir des années 1930, l'art des achigs azerbaïdjanais, comme toute culture de musique folklorique des peuples de l'URSS, tomba sous le contrôle le plus strict du gouvernement de l'État. Comme l’Union soviétique appréciait beaucoup cet art, l’art achig et l’art mugham d’Azerbaïdjan se sont développés pendant la Révolution culturelle, tandis que le meykhana était confronté à certaines restrictions. En 1938, le premier congrès des achigs azerbaïdjanais a eu lieu et la vaste collection de poèmes achigs a été publiée. Des monuments ont été construits pour les achigs, leurs œuvres ont été ajoutées aux manuels scolaires et leurs anniversaires ont été célébrés non seulement en RSS d'Azerbaïdjan, mais également en RSS géorgienne et en RSS arménienne voisines, où est né Achig Alasgar.

### Histoire moderne et acceptation mondiale (1991 – présent)
En Azerbaïdjan moderne, les Achigs professionnels ont été divisés en deux catégories : les Achigs-interprètes et les Achigs-poètes. Les Achigs-interprètes, bien qu’ils soient des conteurs professionnels, ne sont pas engagés dans la poésie. En raison de leurs capacités individuelles et de leur compréhension des spécificités du folklore autochtone, ils modifient et adaptent leurs épopées et leurs légendes, en particulier leur prose.
Les achigs-poètes, au contraire, se sont livrés à la poésie avec des activités de narration. En Azerbaïdjan, ces achigs s'appelaient Ustad, ce qui signifie que le persan est un "maître". Les poètes achigs ont leurs propres écoles, où ils enseignent les bases de la créativité achig. Parmi les poètes achig célèbres figurent des poètes talentueux tels que Gourbani, achig Abbas de Toufargan, Khasta Gassim, achig Valeh, Achig Alasgar et bien d'autres. Ils ont eu un impact considérable non seulement sur la poésie achig, mais ont également grandement influencé la littérature écrite de l'Azerbaïdjan.

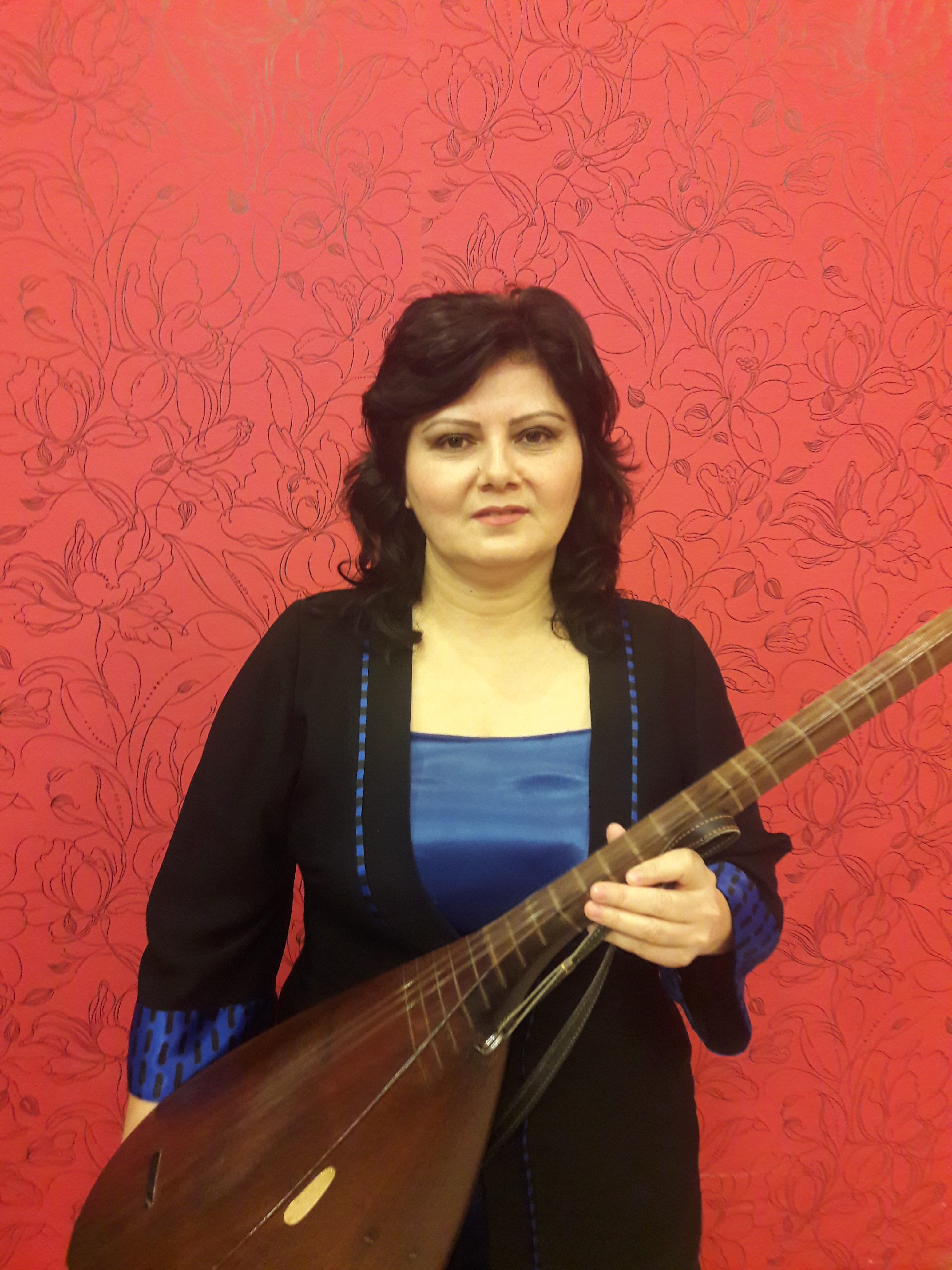
Achig Zulfiyya

Les achigs populaires de l'Azerbaïdjan moderne comprennent : achig Zulfiyya,  achig Nemet Gasimli, achig Ahliman, achig Adalat, achig Kamandar, Ali Tovouzlou et Khanh Khanlar. Le regretté Zalimkhan Yagub, membre du parlement de l'Azerbaïdjan et président de l'Union des achigs jusqu'en 2015, était également très populaire.
Après l'indépendance de l'Azerbaïdjan par rapport à l'URSS, l'art des Achigs d'Azerbaïdjan s'est engagé dans la campagne mondiale de promotion de la culture de l'Azerbaïdjan. L'art a également reçu un soutien important de la part de l'État, qui a organisé des visites pour les achigs du monde entier.
En 2009, le nombre total d'Achigs d'Azerbaïdjan dans le monde atteignait 3 000 personnes, ce qui figurait sur la liste du patrimoine culturel immatériel de l'UNESCO.

## Livraison
En Azerbaïdjan, le style de performance des cendriers diffère par les caractéristiques spécifiques de la créativité locale. Par exemple, chaque ashig représentant les régions de Gandja, Kalbadjar, Gazakh, Tovouz et Bortchali se différencient de manière marquée par leurs compétences individuelles et chérit l’art des achig traditionnels. Les représentations de cendres sont souvent accompagnées par un interprète de balaban (instrument) et un ensemble d'instruments à vent, mais l'instrument de musique principal des cendres est considéré comme saz azerbaïdjanais. Les capacités créatives des achigs diffèrent des suivantes :
- Usta-Achigs - poète du peuple « Usta achigh » (Achig-maître) - écrit des épopées, des poèmes, crée des chansons, chante et joue pour le saz et leur performance est accompagnée de mouvements de danse.
- Achig-instrumentiste - ce rôle inclut la diffusion de l'art des célèbres Achigs, le chant et le saz, et parfois la danse.
- Les narrateurs d'Achig sont parfois interprétés en solo ou sont accompagnés par le saz ou le joueur de duduk qui, tout en dansant, se déplace à côté de lui.

## Liste des troubadours
| Achig Abbas Toufarganli (XVIIe siècle) Achig Abdoullah (XVIIe siècle) Achig Agalar Mikayilov Achig Ali Achig Alhan Achig Behman Achig Besti (1836-1936) Achig Bilal Achig Ahmet Achig Akber Achig Alesker (1826-1926) Achig Ali Achig Emrah Achig Esat Achig Hemayil Achig Hussein Bozalganlı Achig Hussein Cavan Achig Hussein Mayıl Achig Hussein Saraclı Achig Hussein Şemkirli (1811-1891) Achig Kamandar Achig Mesim Seferov Achig Miskin Hassan Achig Moussa (1830-1912) Achig Necef Alimerdanlı Achig Penah Achig Peri (1811-1847) Achig Gasim (XIXe siècle) Achig Mourat Achig Kahraman (1884-1966) Achig Gandab Achig Garip (XVIe et XVIIe siècles) Achig İhtiyar Achig Kourban Ağdabanlı (1859-1925) Achig Redjep (XVIIIe et XIXe siècles) Achig Chamchir Achig Chenlik (1852-1913) Achig Sona Achig Teymur Achig Valeh (XVIIIe siècle) Achig Hindi Mehmet Bimar Ali Djahansuz Berger Afgan Fou Murad (XVIIIe siècle) Dilchad Dollou Moustafa (XIXe siècle) Alipacha Fagani | Fatma khanum Kemina (1841-1898) Poète Abdulezim de Geuytcheli Poète Mahammed de Geuytcheli Gulchat (XVIe et XVIIe siècles) Heyyat Mirza Hussein Sani Kazim aga Salik (1781-1842) Kerem Dede (XVIe siècle) Achig Muhammed Bey (1800-1861) Mehtâb hanim (XIXe siècle) Kurban de Melikbal (XIXe siècle) Mechedi İskender Mikail Azafli Mirza Muhammed Sekreter (1827-1889) Mirza Samed Mirzedjan Medetov (XVIIe siècle) Miskin Abdal (1430-1535) Miskin Ali Molla Djuma (1854-1920) Nevahichli Bakich Novres İman Abdullah de Padar (XIXe siècle) Karadjaoglan (1606 - 1674) Kourbani (années 1470) Poète Firudin Poète Mehmethussein (1800-1880) Poète Nebi Poète Salman Poète Veli Pacha de Salah Achig Sari (XVIe siècle) Sefil Sefter Cheyda Aziz Hassan de Seuvde Tahir Mirza (XVIIe siècle) Teymur Bilsavad Yildiz Seunmez (1950) Veli Miskinli Haltanli Taghi (1776-1890) Khan Tchoban (1799 – On ne sait pas sa date de mort) Hasta Bayrameli Hasta Gassim (1684-1760) Yahya bey Dilgem (1830-1865) Orphelin Seyyid Zabit Zal Cabbarli Zeynep Zerbeli kizi (1860-1942) Maitre Abdullah de Zod |

## Galerie

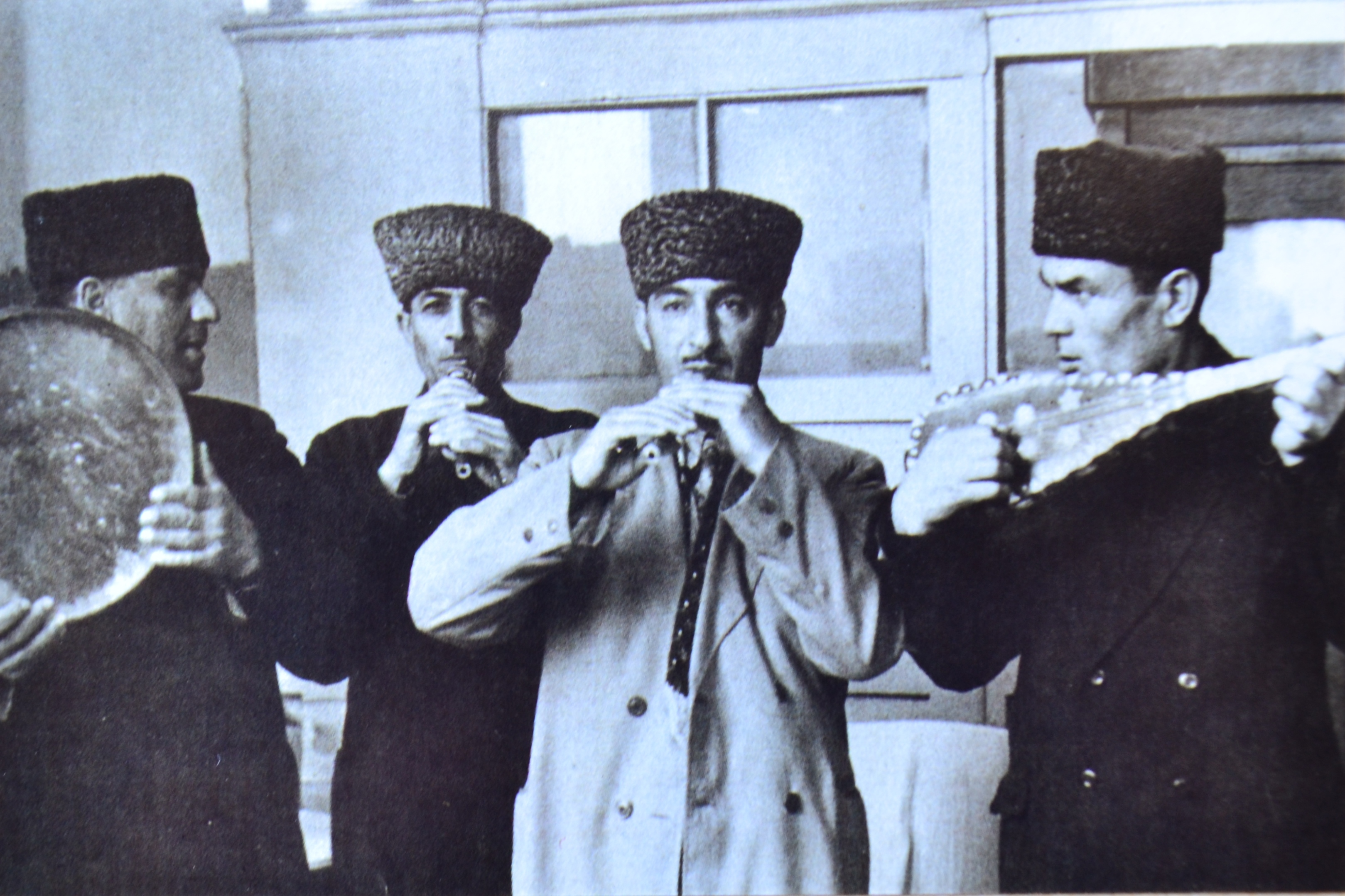
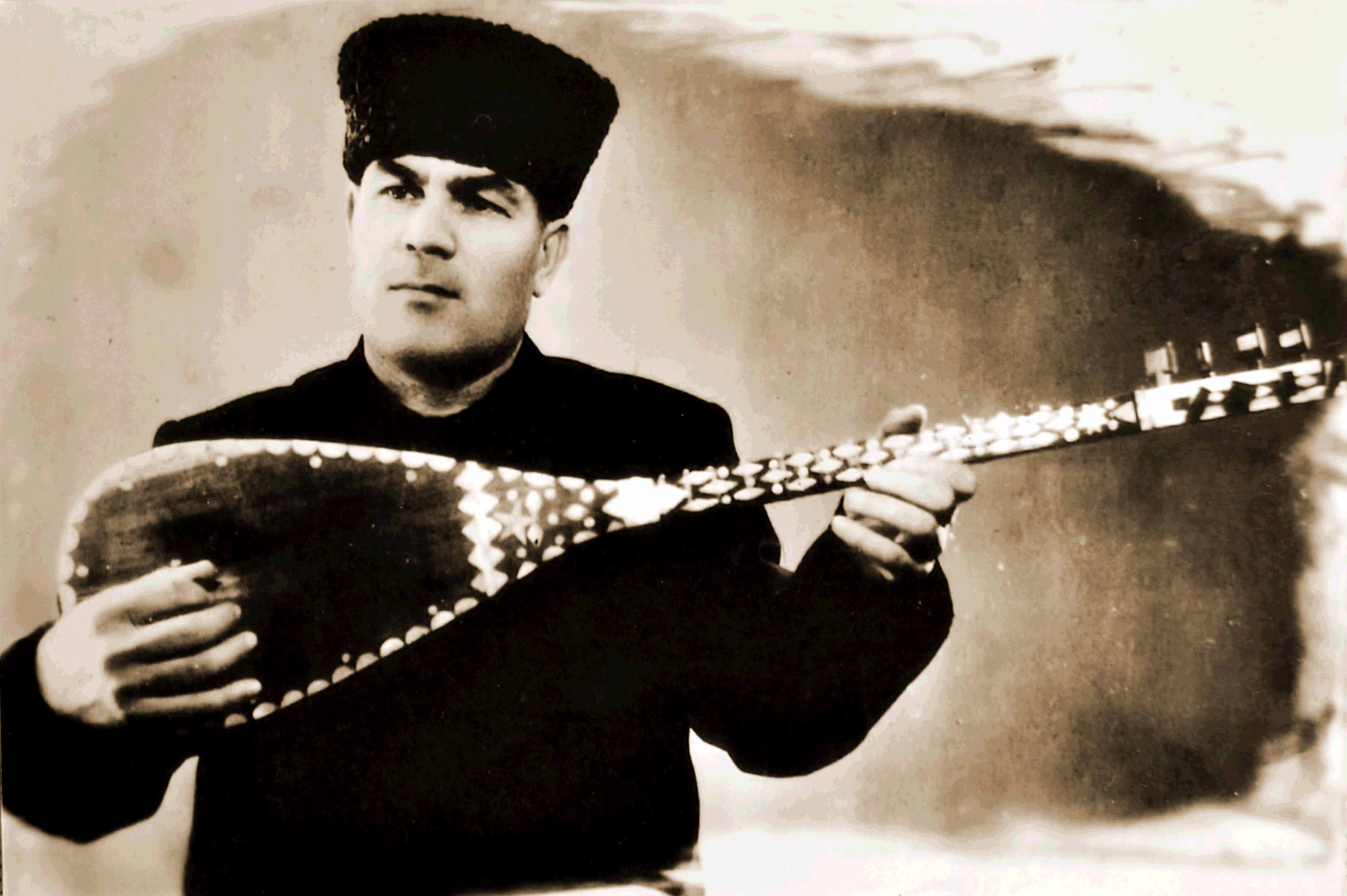
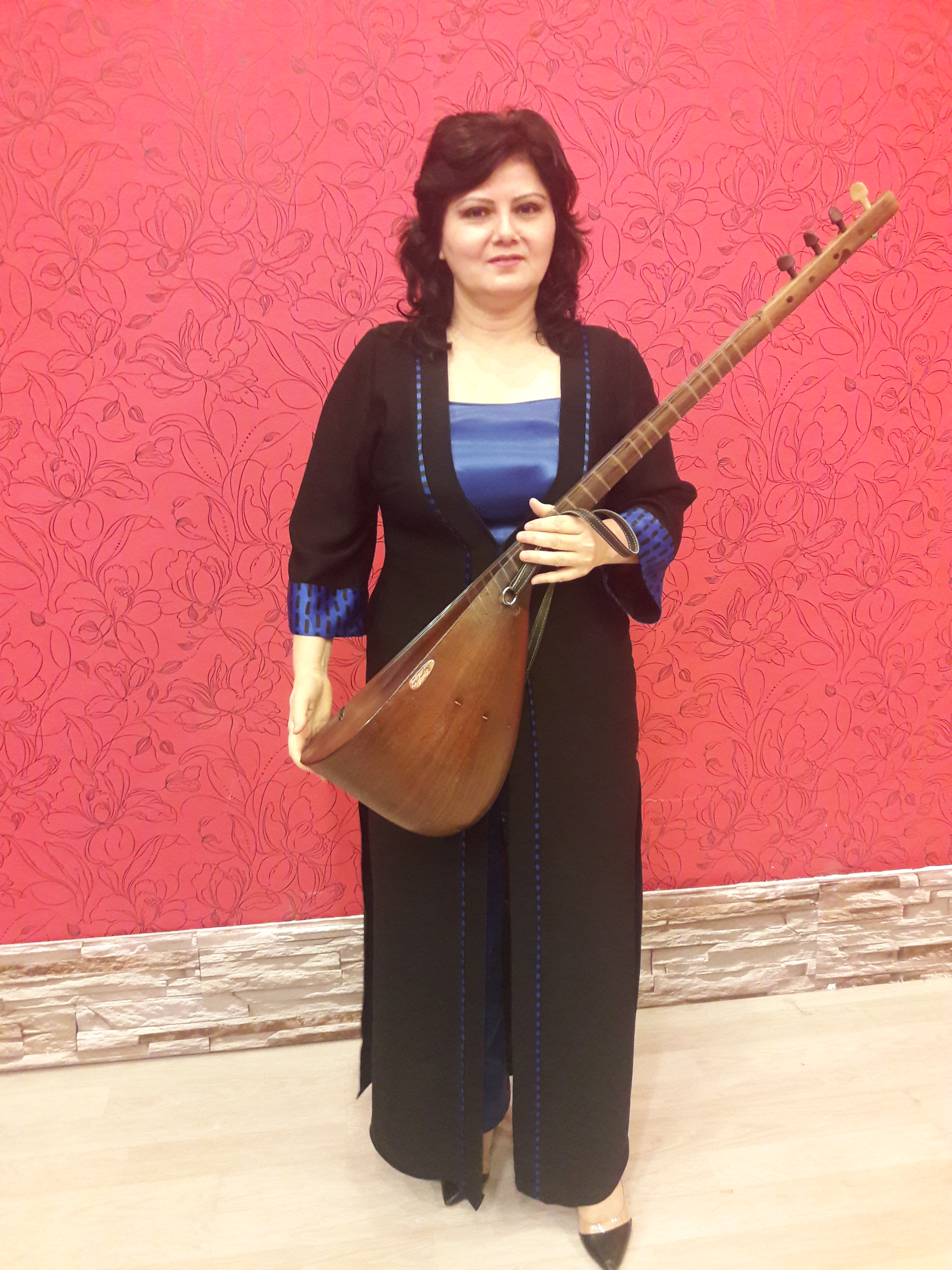
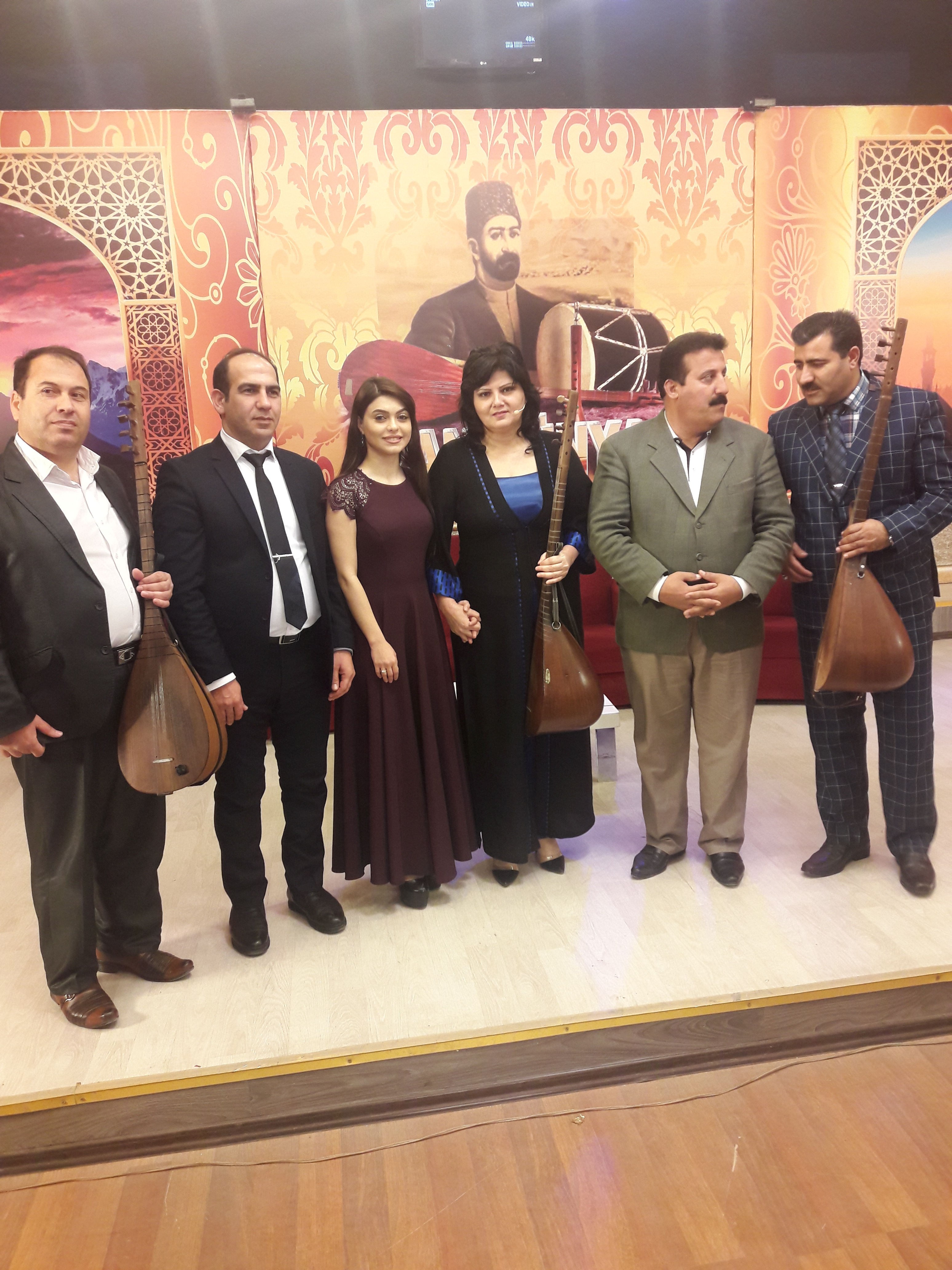
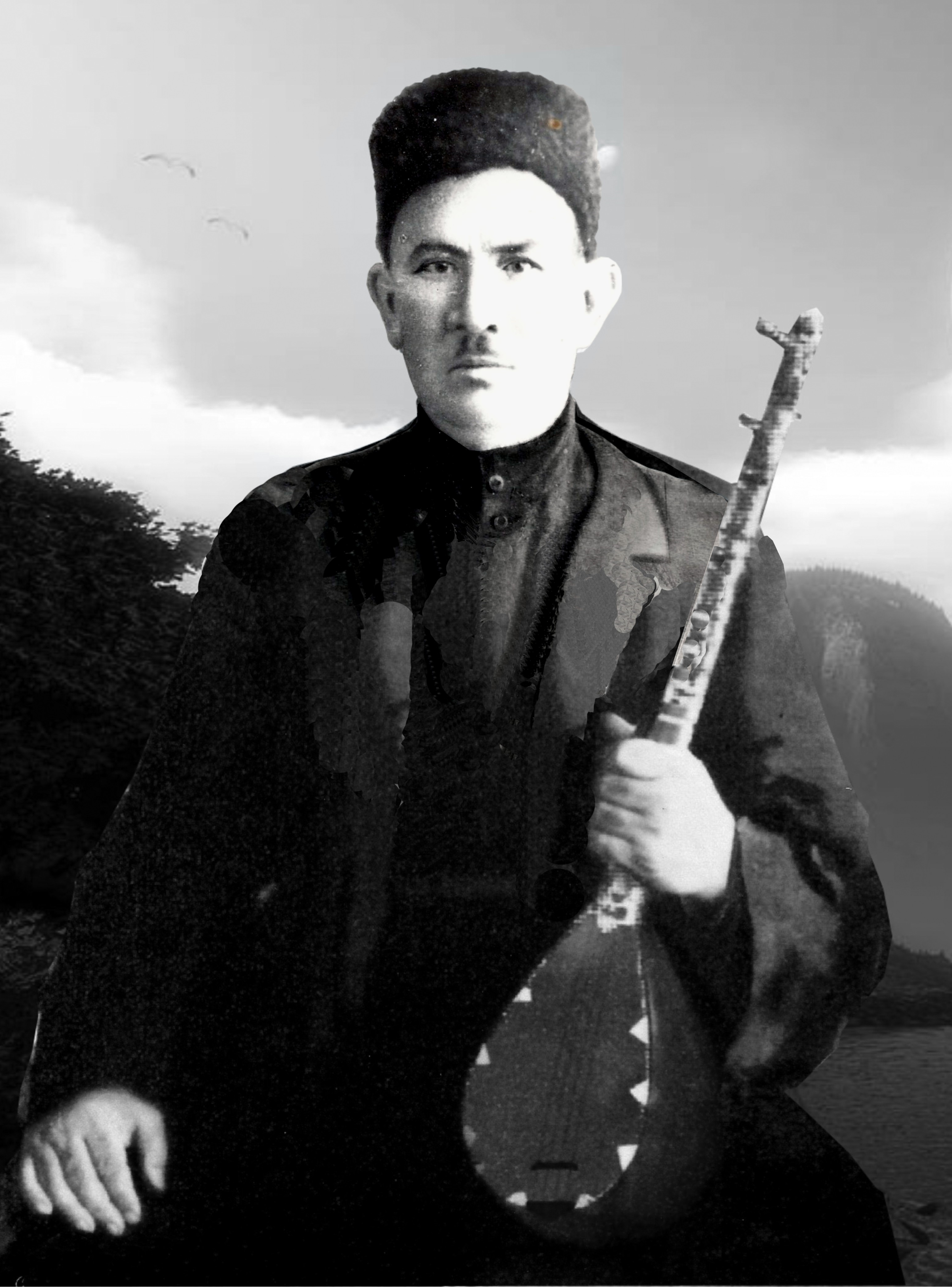
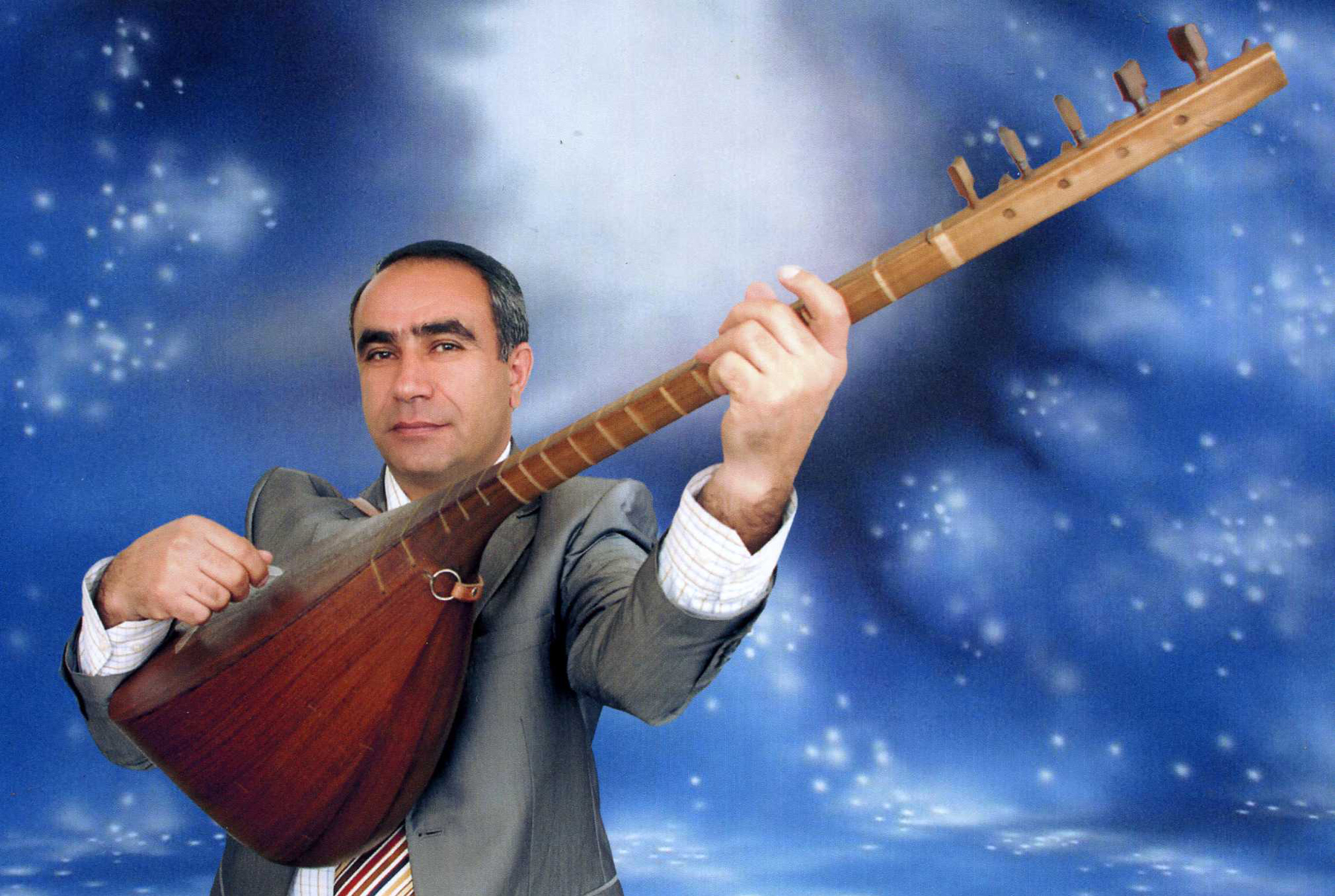
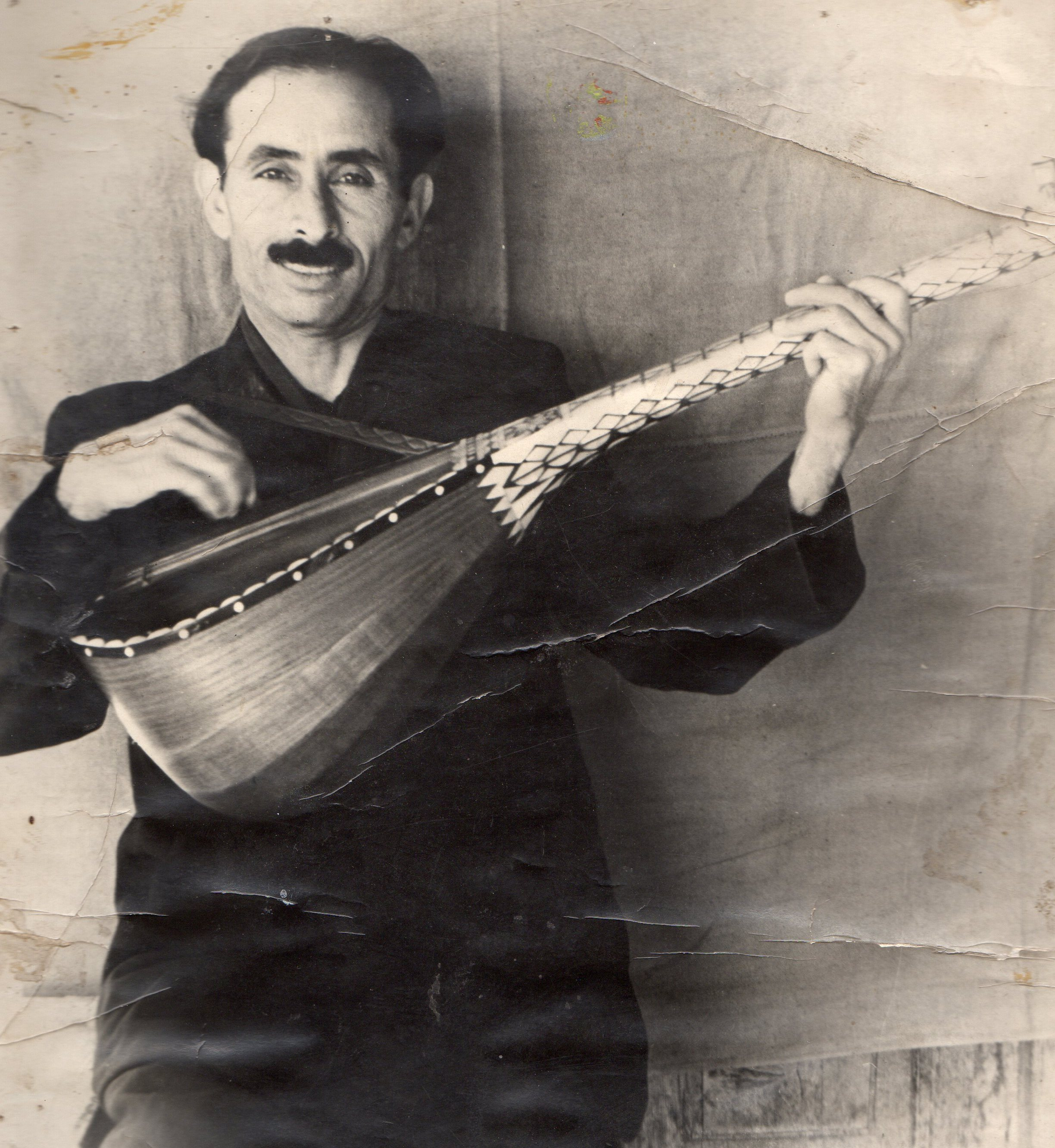
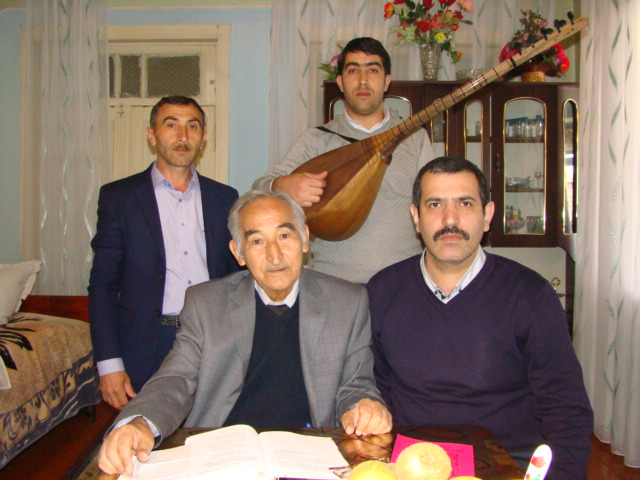
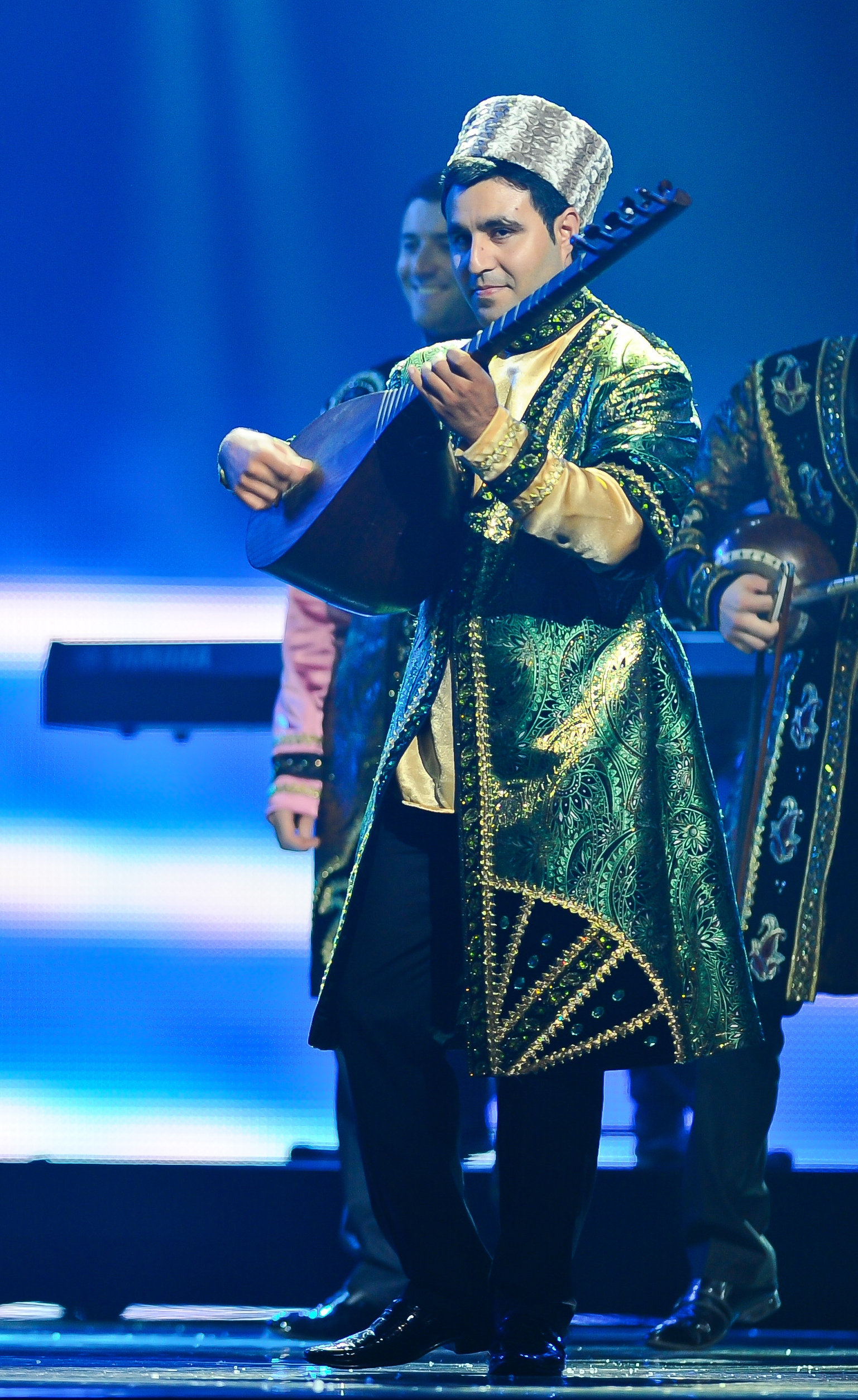
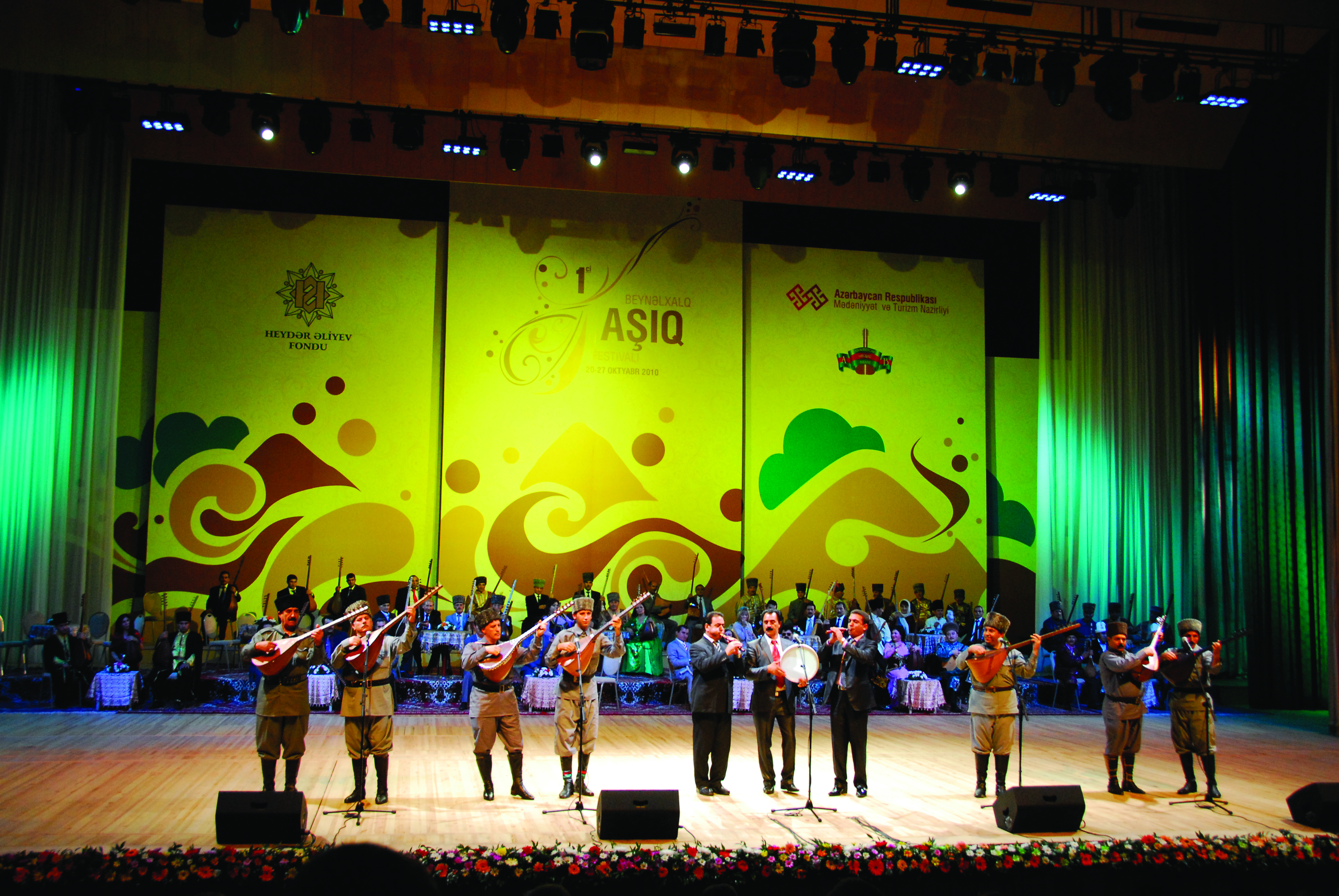